# هاري ستايلز
هاري إدوارد ستايلز (بالإنجليزية: Harry Edward Styles)‏ المعروف بـهاري ستايلز (بالإنجليزية: Harry Styles)‏ (مواليد 1 فبراير 1994 –) هو مغني، وكاتب أغاني، وممثل بريطاني، وعضو في الفرقة البريطانية-الأيرلندية العالمية ون دايركشن. حتى اتجه هاري نحو إطلاق مسيرة موسيقية مستقلة ومنفصلة عن الفرقة في سنة 2016، وذلك بإطلاقه لألبومه الجديد في 12 مايو 2017 والذي حمل اسمه، وكانت أهم أغاني هذا الألبوم هي أغنية ساين أوف ذا تايمز التي احتلت مواقع هامة في تصنيفات الموسيقى حول العالم، فجاءت بالمرتبة الرابعة في بيلبورد هوت 100، والمرتبة الأولى في تصنيف المملكة المتحدة للأغاني المنفردة. ثم أطلق أغنية تو غوزتز في 7 أغسطس 2017. تبعها بأغنية كيوي في 31 أكتوبر 2017.

## نشأته

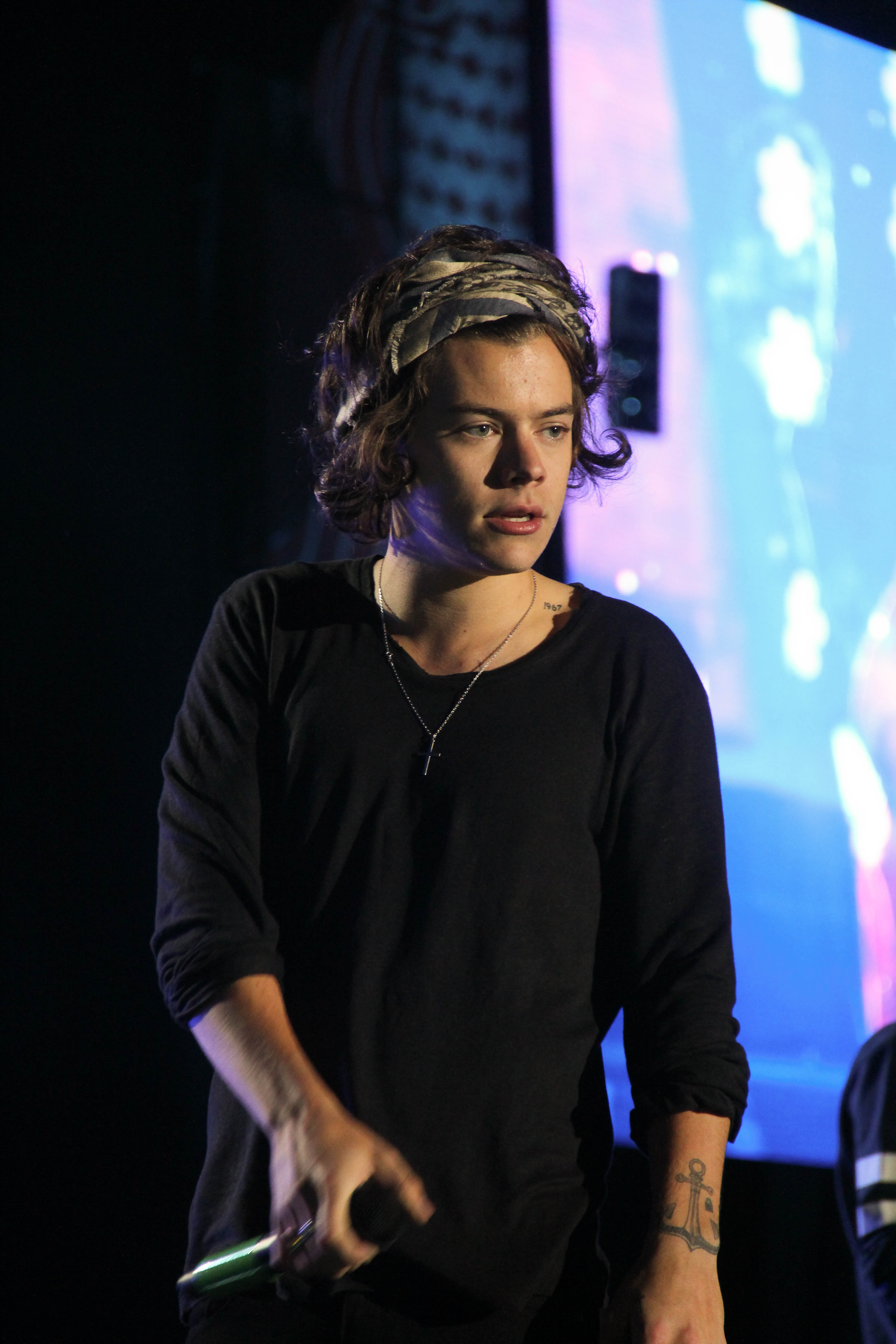
هاري ستايلز يؤدي في 2014

ولد في مدينة ريديتش، ورشستر، المملكة المتحدة، ونشأ في هولمز تشابل، تشيشير، المملكة المتحدة لوالداه «آن كوكس» الأم، و«ديس ستايلز» الأب، ولديه أخت أكبر منه تدعي «جيما». عندما كان صغيرا كان يحب الغناء كثيرا، ولم يكن يهمه شيء إلا الغناء والعزف. انفصل والداه عندما كان بالسابعة، ويقول هاري أنه لم يستطع أن ينسي كيف كان يبكي حينها. عاش هاري مع والدته «آن» وأخته «جيما». ثم اشترك في برنامج ذا إكس فاكتور عندما كان في 16 من عمره، وأُعجب الحكام بأدائه وموهبته، ثم قام سايمون كاول بوضعه مع ليام باين، ولويس توملينسون، ونايل هوران، وزين مالك في فرقة معتقدا أنهم سيشكلون فرقة ناجحة معا. هاري هو أصغر عضو، وهو من اختار اسم «ون دايركشن» للفرقة. حقق مع فرقته نجاحا كبيرا خلال الخمس سنوات الماضية، وأصبحت من أشهر الفرق الشبابية البريطانية في العالم. قام هاري بأول تجربة له في التمثيل بمشاركته في فيلم دونكيرك (2017).

## الألبومات
- 2017 - هاري ستايلز
- 2019 - فاين لاين
- 2022 - هاريز هاوس

## الأفلام
2017 - دونكيرك
2021 - Eternals
2022 - لا تقلقي عزيزتي
2022 - شرطيي

## وصلات خارجية
هاري ستايلز على موقع IMDb (الإنجليزية)
- هاري ستايلز على موقع ميتاكريتيك (الإنجليزية)
- هاري ستايلز على موقع الموسوعة البريطانية (الإنجليزية)
- هاري ستايلز على موقع روتن توميتوز (الإنجليزية)
- هاري ستايلز على موقع ألو سيني (الفرنسية)
- هاري ستايلز على موقع ميوزك برينز (الإنجليزية)
- هاري ستايلز على موقع أول موفي (الإنجليزية)
- هاري ستايلز على موقع قاعدة بيانات الأفلام السويدية (السويدية)
- هاري ستايلز على موقع إن إن دي بي (الإنجليزية)
- هاري ستايلز على موقع أول ميوزيك (الإنجليزية)